# Ootmarsum
Ootmarsum (nederländska Oatmöske) är en stad i kommunen Dinkelland i provinsen Overijssel i Nederländerna. Staden ligger 10 km norr om Oldenzaal.
Härifrån kommer bland annat företaget Heupink & Bloemen Tabak B.V.